# Tagoloan (Misamis oriental)
Pour les articles homonymes, voir Tagoloan.
Tagoloan est une localité de la province du Misamis oriental, aux Philippines. En 2015, elle compte 73 150 habitants.

## Personnalités
- Rosalina Abejo (1922-1991), compositrice, pianiste et cheffe d'orchestre philippine, est née à Tagoloan.